# Reliant Sabre
La Reliant Sabre è un'autovettura prodotta dalla casa automobilistica britannica Reliant tra il 1961 ed il 1963.

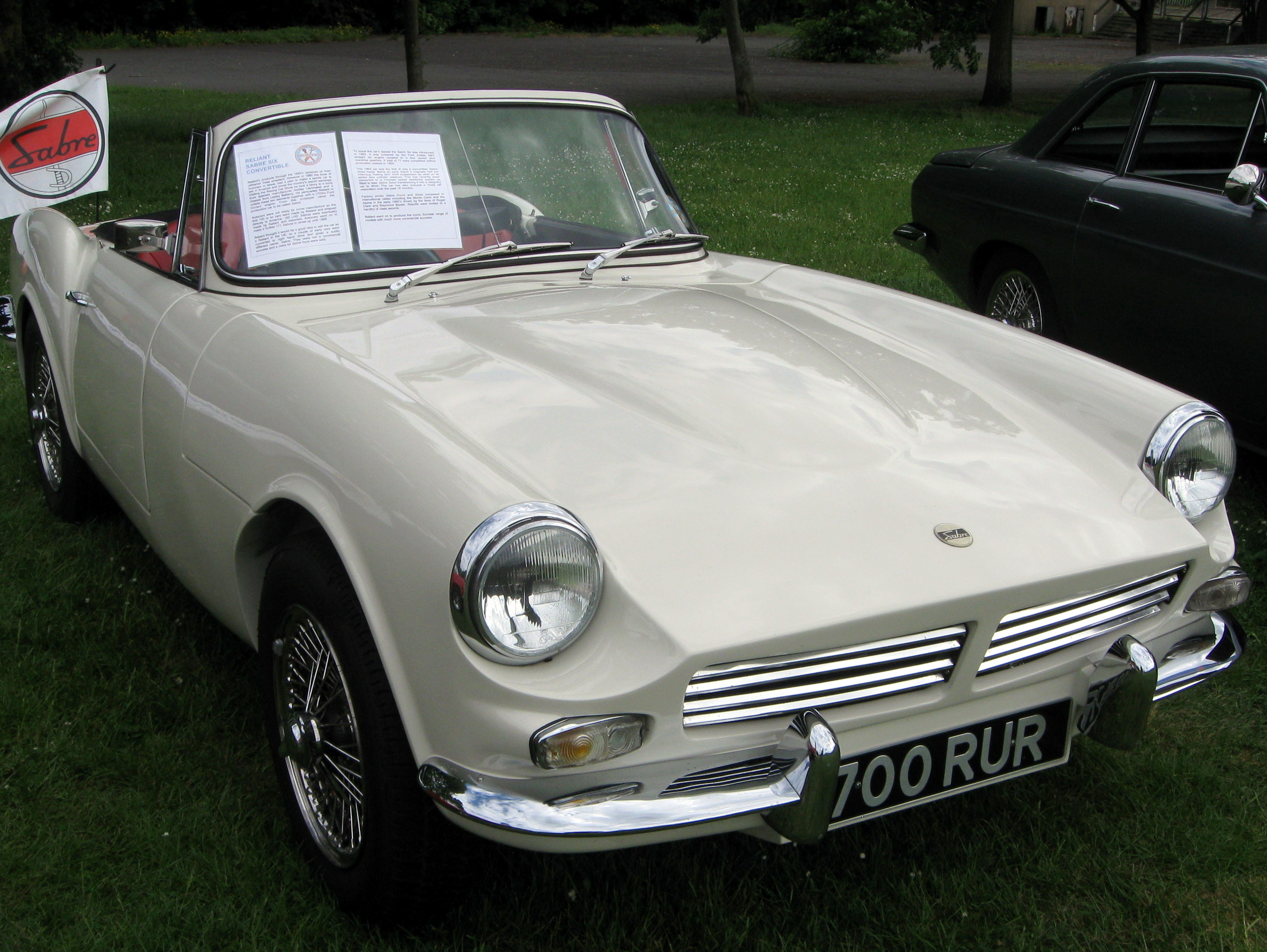
Reliant Sabre 6

## Storia
Sviluppata in collaborazione con l'azienda automobilistica israeliana Autocars in seguito alla visita dell'amministratore delegato Itzhak Shubinsky al London Racing Car Show del 1960 dive erano esposte alcune Reliant, Autocars ha ottenuto le licenze e incaricato la Reliant di sviluppare la vettura per il mercato israeliano. La Reliant ha prodotto la versione con guida a destra per il mercato del Regno Unito e l'ha ribattezzata Sabre.  David Page ha progettato il telaio, mentre la scocca è stata disegnata da Eddie Pepall seguendo lo stilt allora in voga per soddisfare i gusti dei clienti statunitensi. 
Lanciata nel 1961, era caratterizzata inizialmente dalla carrozzeria cabriolet a due porte con trazione posteriore e motore anteriore, che era un quattro cilindri monoalbero di derivazione Ford Consul da 1703 cm³. I freni erano a disco sull'avantreno, lo sterzo del tipo a pignone e cremagliera mentre il cambio era uno ZF completamente sincronizzato. La potenza era di 73 CV (54 kW), che permetteva alla vettura di raggiungere una velocità massima di 90 mph (140 km/h).
Le versioni coupé furono introdotte nel giugno 1962. A Earls Court nell'ottobre 1962 fu presentata una versione aggiornata con un frontale ridisegnato e venne esposta anche un prototipo denominato Super Sabre SE2 con motore a sei cilindri, che divenne poi la Sabre Six.
Nell'ottobre 1962 fu introdotta la Reliant Sabre Six, caratterizzata da un motore di derivazione Ford Zodiac a sei cilindri in linea da 109 CV (81 kW) di 2553 cm³, capace di far toccare alla vettura i 110 mph (180 km/h) e di farla scattare nello 0-60 mph in 12,2 secondi. Il muso era diverso dalle precedenti Sabre e tutte tranne i primi 17 esemplari di Sabre Six avevano sospensioni più convenzionali derivate dalla Triumph TR4. 
Il reparto competizioni della Reliant modificò tre auto proprie più tre auto appartenente a clienti privati per l'impiego in una serie di rally internazionali. La vettura venne dotata di una testa in lega Raymond Mays con triplo doppio carburatore Weber e collettori di scarico modificati. Tra il 1963 e il 1965 le vetture parteciparono al Rally delle Alpi, al Rally RAC, al Rally del Galles e al Rally di Montecarlo.